# Umkehrproblem der Potentialtheorie
Das Umkehrproblem der Potentialtheorie ist ein theoretisch begründetes Mehrdeutigkeitsproblem bei einigen Anwendungen der Potentialtheorie. Es begrenzt vor allem die  Interpretation von Messdaten in einem Magnet- oder Schwerefeld, weil es einen eindeutigen Rückschluss vom Kraftfeld auf die verursachenden Quellpunkte verhindert.
Das Umkehrproblem erhielt seinen Namen in Analogie zur Umkehr von Ursache und Wirkung. Bei einer bekannten oder vorgegebenen Massenverteilung im Innern eines Festkörpers lässt sich deren Wirkung nach außen streng berechnen, während umgekehrt das gemessene Schwerefeld durch verschiedene Massenanordnungen hervorgerufen sein kann.

## Beispiel: Störkörper mit hoher Dichte
Beispielsweise macht sich ein unterirdischer Störkörper hoher Dichte (etwa eine Erzlagerstätte) an der Erdoberfläche durch eine deutliche Schwereanomalie oder eine große Lotabweichung bemerkbar. Der Körper stellt – gegenüber einer ungestörten Erdkruste mit einheitlichem Gestein – einen Massenüberschuss dar. Die an der Oberfläche gemessene Anomalie kann aber durch einen flachgeformten Störkörper in geringer Tiefe ebenso erklärt werden wie durch einen tiefer liegenden mit kugelähnlicher Form. Auch der Dichteunterschied zum Umgebungsgestein lässt sich in der Regel nicht eindeutig bestimmen.
Hier hilft eine Kombination mehrerer Verfahren der Geophysik oder die Kenntnis geologischer Gesteinsdaten. Wenn der Geologe den Dichtekontrast (z. B. des Erzes gegen den ihn umgebenden Schiefer) angeben kann, ist eine genäherte Tiefenbestimmung möglich. Die Ausdehnung der Lagerstätte wiederum lässt sich durch weiträumige Messprofile oder durch allfällige tektonische Störungslinien eingrenzen.

## Umgehung der Mehrdeutigkeit
Das Umkehrproblem spielt auch bei der Feldfortsetzung nach unten oder oben eine Rolle und lässt sich nur umgehen, wenn außer den Schweremessungen noch zusätzliche Daten aus Bohrungen, Gesteinsproben oder über Grenzflächen vorliegen. Vereinzelt hilft ein Analogieschluss auf die unbekannten Parameter aus ähnlich gelagerten Gebieten oder Messkampagnen.
Für den Geophysiker oder Bergingenieur relativiert das Umkehrproblem einen wesentlichen Vorteil der Potentialmethoden, die das Erdinnere sehr kostengünstig erforschen können – ohne aufwendige Bohrungen und prinzipiell ohne Tiefenbeschränkung. Andererseits zwingt es zur Kombination verschiedener Verfahren, was zum Beispiel auch der Geoseismik zugutekommt. Diese für die Erdöl-Exploration besonders wichtige Methode ist anfällig gegen Fehler der Laufzeitkurven, weil die künstlichen Bebenwellen sowohl durch die Dichte als auch die Elastizitätsmoduln beeinflusst werden. Beide Parameter können im Allgemeinen nur unzureichend genau veranschlagt werden; über die Dichte kann jedoch das Schwerefeld plausible Modelle liefern.